# Udva
Udva (szlovákul Udavské, korábban Udva): falu Szlovákiában, az Eperjesi kerületben, a Homonnai járásban.

## Fekvése
Homonnától 6 km-re északkeletre, az Udva-patak és a Laborc összefolyásánál fekszik.

## Története
A 18. század végén Vályi András így ír róla: „UDVA. Tót falu Zemplén Várm. földes Ura Gr. Csáky Uraság, lakosai katolikusok, fekszik n. k. Körtvélyeshez 3/4, n. ny. Kochanóczhoz 2/4 órányira; határja 3 nyomásbéli, gabonát, zabot, árpát, búzát meglehetősen, néha pedig tsekélyen terem, határjának kis része lapos, a’ többi hegyes, és agyagos; erdeje, mezeje elég van, réttye kevés; az Uraságnak két vadas kertyei vagynak itten; piatzok Homonnán 1 órányira.”
Fényes Elek 1851-ben kiadott geográfiai szótárában így ír a faluról: „Udva, Zemplén vmegyében, tót falu, Homonnához egy órányira: 724 r. kath., 4 evang., 16 zsidó lak. Kath. paroch. templom. Szántófölde elég termékeny, s 780 holdat foglal el. Erdeje, rétje jó. F. u. Szirmay Anna, gr. Haller asszony, kinek itt szép lakháza van.”
Borovszky Samu monográfiasorozatának Zemplén vármegyét tárgyaló része szerint: „Udva, tót kisközség. 146 házzal és 799 lakossal; ezeknek nagyobb része róm. kath. vallású. Saját postája és vasúti megállóhelye van, távírója Homonna. Körjegyzőségi székhely. A homonnai uradalomhoz tartozott, melynek egy része később a gróf Csákyak tulajdonába jutott. Azután a gróf Zichyeké, majd a Szirmayaké lett s most Szirmay Pál örököseinek van itt nagyobb birtokuk és csinos kastélyuk, melyet még a gróf Csákyak építtettek, kiknek itt vadaskertjük is volt. A mult század folyamán két ízben dúlt itt a kolerajárvány, ú. m.: 1831-ben és 1873-ban. Róm. kath. templomát 1701-ben gróf Zichy Péter építtette. Az egyház egy 1773-ból való aranyozott ezüst szentségtartót őriz, mely a gróf Csáky István adománya. Ide tartoznak Daskova s Jarcsik-majorok és Külsőkorcsma. Udva tájára helyezik némelyek az elpusztult Kereknye községet, mely a XV. század közepén a Drugethek birtokaként van említve.”
A trianoni diktátumig Zemplén vármegye Homonnai járásához tartozott.

## Népessége
| Év:            | 1994. | 2004.   | 2014.   | 2024.   |
| -------------- | ----- | ------- | ------- | ------- |
| Emberek száma: | 1230  | 1277    | 1217    | 1232    |
| Eltérés:       |       | +3,82 % | -4,69 % | +1,23 % |

| Év:            | 2023. | 2024.   |
| -------------- | ----- | ------- |
| Emberek száma: | 1241  | 1232    |
| Eltérés:       |       | -0,72 % |

1880-ban 743-an lakták, ebből 695 szlovák, 27 magyar, 7 német és 1 ruszin anyanyelvű; illetve 663 római katolikus, 36 görögkatolikus, 30 zsidó, 11 evangélikus és 3 református vallású.
1910-ben 813-an lakták: 710 szlovák, 66 magyar, 35 német és 2 egyéb anyanyelvű; ebből 646 római katolikus, 98 görögkatolikus, 59 zsidó, 6 református és 4 evangélikus vallású.
2001-ben 1256 lakosából 1188 szlovák volt.
2011-ben 1248 lakosából 1183 szlovák.

## Híres személyek
- Itt született Jozef Tomko kardinális, egyházi író.
- Itt született Anton Špiesz szlovák történész.

## Külső hivatkozások
- Községinfo
- Udva a térképen
- E-obce.sk Archiválva 2020. szeptember 19-i dátummal a Wayback Machine-ben